# Roger Hansson (fotbollsspelare)
Roger Valdemar Hansson, född 7 november 1950 i Gamlestads församling i Göteborg, är en svensk före detta fotbollsspelare som representerade Gais säsongerna 1969–1972.
Hansson var son till Gaistränaren Holger Hansson. Han blev aldrig ordinarie i A-laget, men spelade sammanlagt 27 matcher (1 mål) under de fyra säsongerna 1969–1972. Till säsongen 1973 gick han till Boråsklubben Norrby IF.